# Pałac Janaszów w Warszawie
Pałac Janaszów, także pałac Czackich – pałac znajdujący się przy ul. Zielnej 49 w Warszawie.

## Historia
Pałac wzniesiono w latach 1870–1880 (według innego źródła 1874−1875)  dla Jakuba Janasza według projektu Jana Heuricha starszego w stylu neobarokowym. Heurich nadał budynkowi cechy charakterystyczne dla paryskich pałaców przyulicznych. Na uwagę zasługuje m.in. wysokie pierwsze piętro z balkonem z żeliwną kratą wzdłuż całej elewacji frontowej.
W 1893 posiadłość odziedziczyła żona Janasza, Róża z Goldstandów, i córki − Wiktoria Krzywoszewska i Julia Gutmanowa. W tym samym roku sprzedały pałac hr. Feliksowi i Zofii z Ledóchowskich Czackim. W 1939 roku budynek stał się własnością Polskiego Związku Przemysłowców Metalowych. Pałac zatracił cechy reprezentacyjne i zaczął pełnić funkcję kamienicy czynszowej. 
Podczas II wojny światowej budynek został nieznacznie uszkodzony. Pierwotnie pałac stał w linii zwartej zabudowy zachodniej pierzei ulicy Zielnej, jednak po zniszczeniach wojennych stał się budynkiem wolnostojącym. Po 1945 roku przeznaczono go na biura, co doprowadziło do dewastacji reprezentacyjnych wnętrz. W 1965 roku  został wpisany do rejestru zabytków
W latach 1970–1973 pałac przeszedł gruntowną renowację, po której swoją siedzibę znalazła tutaj dyrekcja Przedsiębiorstwa Państwowego Pracownie Konserwacji Zabytków. W czasie remontu przywrócono mansardowy dach, a w miejsce ślepych ścian powstały fasady boczne.